# Parque nacional Mburucuyá

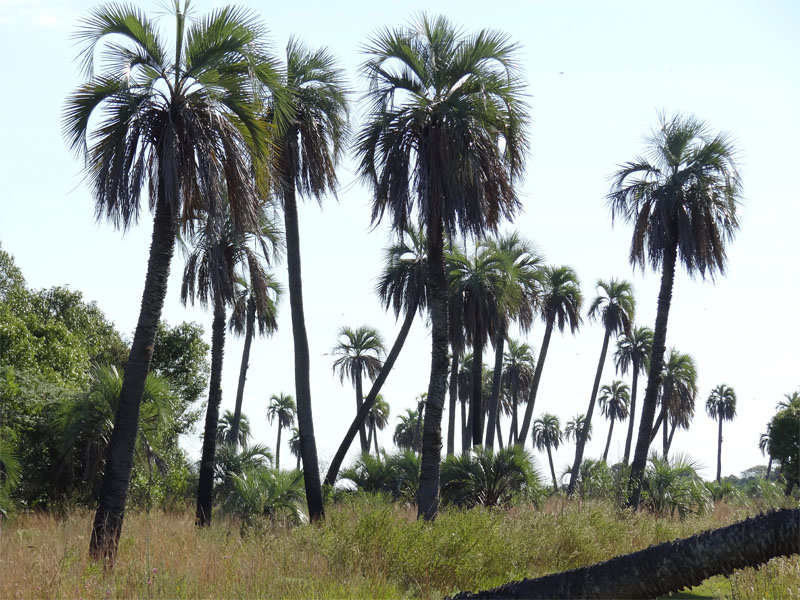
Palmeras yatay en el parque nacional Mburucuyá.

El parque nacional Mburucuyá es un área protegida de 17 682 ha 43 a 77 ca situada en el departamento Mburucuyá de la provincia de Corrientes, en el noreste de Argentina. Por sus características naturales se trata de un área representativa de los ambientes del noroeste correntino. Son de mucho interés de conservación las sabanas de yatay y las sabanas parque presentes en el parque nacional y en disminución en Argentina.
Su localización en la región de los esteros del Iberá hace que una de sus características principales sean los numerosos humedales. Entre las funciones principales de estos, podemos citar la provisión de agua, la regulación de inundaciones y sequías, la remoción de tóxicos y la estabilización de microclimas.

## Historia
Ya hace 5000 años vivían en el lugar cazadores-recolectores que aprovechaban los recursos que ofrecía el ambiente. En épocas más recientes, los guaraníes habitaron la región, organizándose en aldeas donde cultivaron y recolectaron recursos para su alimentación e intercambio con otros pueblos. Entre los cultivos más populares, pueden citarse el maíz, la calabaza, el algodón, los porotos, la yerba mate y la mandioca.
A partir de la ocupación del territorio por parte de los colonizadores españoles, la relación de armonía que mantenían los pueblos originarios con el entorno natural se vio sustancialmente modificada. La ganadería, la agricultura extensiva y la tala indiscriminada de árboles nativos se transformaron en materia corriente.
Las actuales construcciones que se aprecian en el parque nacional corresponden al siglo XX y consisten principalmente en puestos para los peones que trabajaban en los establecimientos ganaderos del lugar, y cascos en donde habitaban propietarios y administradores.
Luego de la Segunda Guerra Mundial, el botánico danés Dr. Troels Myndel Pedersen viajó a Argentina para hacerse cargo del campo que había comprado su padre Niel Peter Pedersen en los años 1920. Su interés por la flora del lugar y la posibilidad de realizar un pastoreo más racional, contribuyeron sustancialmente a revertir el deterioro del ambiente. Su acción concluyó con la donación de las tierras para la creación del parque nacional, con los objetivos de mantener el ambiente y llamar a la reflexión sobre la historia del lugar. 

## Creación y legislación
El 27 de noviembre de 1991 Pedersen y su esposa Nina Johanne Sinding firmaron el acta de donación a la Administración de Parques Nacionales de 7 campos para la creación del parque nacional. La donación fue aceptada por la APN mediante la resolución 002/1992 de 15 de enero de 1992.

PRIMERO: La Sociedad en Comandita por Acciones PEDERSEN y Cía, mediante la presente, otorga en donación a la Administración de Parques Nacionales, Organismo perteneciente al Estado Nacional, los campos de su propiedad que se identifican en el siguiente apartado, ubicados en MBURUCUYA, Provincia de Corrientes, con la finalidad expresa de que sean incorporados al sistema de conservación regulado por la Ley 22.351 de Parques Nacionales, Monumentos Naturales y Reservas Nacionales.
 SEGUNDO: Los inmuebles objeto de la presente donación son los siguientes:
 1) Una fracción de campo ubicada en la 2º Sección rural del Departamento de MBURUCUYA, constante de 246 has, 62 as, y 4 cas., anotado en el Diario bajo Nº 15.869 del 20 de noviembre de 1970, e inscripto en el Protocolo de Dominio de Mburucuyá bajo el Número 69, folio 88, tomo 1, y en la Dirección de Catastro de ADREMA M1-118-3.
 2) Un campo ubicado en la 3º Sección rural del Departamento de MBURUCUYA, constante de 14.629 has, 1 a., 69 cas, inscripta en el Protocolo de Mburucuyá al folio 30, Nº 29, el 13 de marzo de 1963, y en la Dirección de Catastro en ADREMA M1-87-3.
 3) Una fracción de campo ubicada en la 2º Sección rural del Departamento de MBURUCUYA, constante de 18 has, 4 as, 50 cas., inscripto en el Protocolo de Mburucuyá al Tomo I, folio 31, Nº 70, el 13 de marzo de 1963 y en la Dirección de Catastro bajo ADREMA M1-1228-2.
 4) Los derechos hereditarios sobre un terreno ubicado en MANANTIALES, 2º Sección rural del Departamento de Mburucuyá, constante de 22 has., 1 a., 76 cas, inscripta al Tomo I, Cesión de Derechos, en nota marginal al folio 62, Nº 21, el 13 de marzo de 1963 y en la Dirección de Catastro en ADREMA M1-545-2.
 5) Un inmueble ubicado en el Paraje Punta Grande de la 3º Sección rural del Departamento de MBURUCUYA, constante de 132,5864 has, inscripto provisionalmente en el Registro de la Propiedad Inmueble en el Diario bajo el Nº 16718, Folio 372, Departamento Mburucuyá, el 12 de diciembre 1980, efectuándose la inscripción definitiva el 2 de febrero de 1981 y en la Dirección de Catastro bajo ADREMA M1-364-3.
 6) Una fracción de campo de 21 has., 13 as., 4 cas., anotada en el Diario bajo Nº 15.869, e inscripto en el Protocolo de Dominio del Departamento de Mburucuyá bajo Nº 69, folio 88, tomo 1º, y en la Dirección de Catastro en ADREMA M1-230-3.
 7) Una fracción de campo de 45 has. Ubicada en la 2º Sección rural del Departamento de MBURUCUYA, anotada en el Diario bajo Nº 15.870 el 20 de noviembre de 1970 e inscripto en el Protocolo de Dominio del Departamento de Mburucuyá bajo el Nº 68, Folio 87, Tomo 1º y en la Dirección General de Catastro bajo ADREMA M1- 291-3 del 15 de enero de 1971.

En enero de 1994 la Administración de Parques Nacionales destinó a un guardaparque, una bióloga y dos brigadistas para manejar los campos destinados a ser el parque nacional Mburucuyá, aunque los campos continuaron como establecimiento ganadero de acuerdo a lo previsto en el contrato de donación. En 1998 se firmó un acta acuerdo para fijar los plazos y modalidades para el retiro antes de junio de 2000 del personal y la hacienda existente. En 1999 se sumaron dos guardaparques.
El 20 de junio de 1995 la Legislatura de Corrientes sancionó la ley n.º 4930 por la que cedió el dominio eminente y jurisdicción sobre un área de 15 060 hectáreas con destino a parque nacional. La ley fue promulgada por decreto 1483/1995 de 28 de junio de 1995.

ARTICULO 1.- Cédese al Estado Nacional, a los fines de su afectación al régimen de la Ley 22.351 de Parques Nacionales, Monumentos Naturales y Reservas Nacionales, el dominio eminente y jurisdicción del área situada en el Departamento de Mburucuyá, cuya superficie abarca un total de 15.060 hectáreas y cuyos datos catastrales y dominiales se consignan en el ANEXO I que en cinco fojas forma parte integrante de la presente.

Dado lo establecido en el artículo 2 de la Constitución de Corrientes, fue necesaria una segunda ley.

Artículo n.° 2. (...) Toda ley que se dicte modificando la jurisdicción actual de la provincia sobre parte de su territorio, ya sea por cesión, anexión o de cualquier otra manera, como igualmente la que ratifique tratados sobre límites que se celebren, deberá ser sancionada dos veces por ambas Cámaras Legislativas. Se requerirá que la primera y segunda sanción estén espaciadas por un período legislativo, exigiéndose en ambas oportunidades los dos tercios de votos del total de los miembros de cada Cámara. Se dará amplia difusión a la primera sanción, haciéndose saber que en el subsiguiente período legislativo se considerará por segunda vez el asunto.

La segunda ley (n.º 5194) fue sancionada el 8 de julio de 1997:

ARTICULO 1.- Ratifícase en todas sus partes y en calidad de segunda sanción en los términos del Artículo 2 de la Constitución de la Provincia, el contenido de la Ley Provincial 4930 y su Anexo I promulgada por Decreto 1.483 del 28 de junio de 1995 del Poder Ejecutivo Provincial.

En la escritura registrada el 10 de enero de 2000 se estableció que los 6 campos cedidos tenían 17 660 ha 41 a 91 ca, más el campo en que se cedieron los derechos hereditarios de 22 ha 1 a 86 ca, sumando en total 17 682 ha 43 a 77 ca. La superficie ocupada por la ruta provincial 86 es de 44 ha 24 a 39 ca. La diferencia fue más de 2620 ha más con respecto a la superficie que se suponía.
El 27 de junio de 2001 fue creado este parque nacional con 15 060 hectáreas de superficie, mediante la sanción de la ley n.º 25447, que fue promulgada por decreto n.º 129/2002 el 17 de enero de 2002.

ARTICULO 1º — Acéptase la cesión, efectuada por la provincia de Corrientes al Estado nacional, mediante la ley sancionada el 21 de junio de 1995 por la Honorable Legislatura de esa provincia que lleva a 4930, doblemente sancionada a través de la Ley 5194/97, de la jurisdicción y el dominio eminente sobre un área de 15.060 hectáreas, ubicada en el Departamento de Mburucuyá, cuyas nomenclaturas catastrales figuran en la mencionada ley provincial como anexo I "Datos catastrales".

## Recursos naturales
En esta zona se pueden apreciar características propias de tres regiones naturales distintas: la chaqueña, el espinal y la selva paranaense.

### El Chaco Oriental
Se compone de bosques, palmares, pajonales, pastizales y esteros. Algunas especies características de esta región natural son el quebracho colorado chaqueño, el quebracho blanco, el urunday y el viraró. En zonas más bajas pueden apreciarse ejemplares de algarrobos y palmeras caranday.

### La selva paranaense
Aparece en forma de pequeños montes o mogotes, formados por especies vegetales como la palmera pindó, el timbó y el laurel.

### El espinal
Se encuentra representado por palmares de yatay, estepas de gramíneas y diversos bosques xerófilos.
Otro de los atractivos de este Parque son las cerca de 150 especies de aves que lo habitan, junto con la variada fauna que permite encontrar carpinchos, yacaré, zorros, mulitas, gatos yaguarundí y monos carayá. Entre las principales especies en peligro de extinción, se encuentran el aguará guazú, el lobito de río y el ciervo de los pantanos.
La fauna ictícola se concentra especialmente en el Estero de Santa Lucía, que forma parte del área protegida. El dorado y el surubí son los principales exponentes de la misma, y verdaderos símbolos de los ríos de la región.

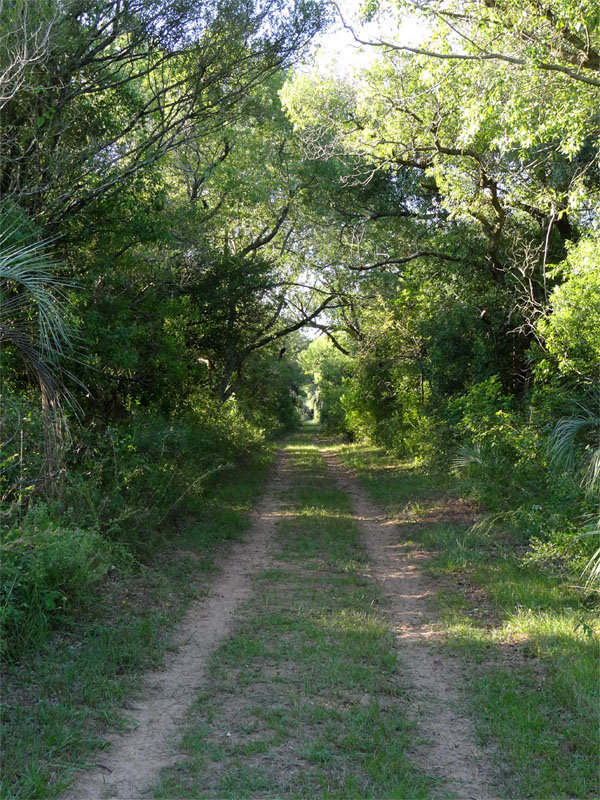
Sendero Yatay

## Características físicas-geográficas

### Suelo
Los suelos del parque poseen una textura arenosa-franca, el mismo no pierde su permeabilidad debido a que la capa de arena se encuentra sobre un manto de arcilla.

### Clima
Presenta un clima cálido, con la variedad subtropical sin estación seca, mínima amplitud térmica anual y abundantes precipitaciones que disminuyen de noreste a suroeste y se encuentran distribuidas de manera regular durante todo el año. El promedio de precipitaciones es de 1300 mm en la provincia. En el parque, el invierno es la estación más seca mientras que el otoño es la más lluviosa.

### Zoografía
Hay 33 variedades de mamíferos entre ellos el Aguará-Guazú, un zorro rojizo con patas negras, también el mono Carayá o mono aullador, el Aguará Popé, la corzuela parda o guazuncho y el ciervo de los pantanos, también entre ellos encontramos a los carpinchos, el coipo, y el lobito de río.
73 especies de peces en la cual convive el dorado que es una especie considerada de valor nacional por su valor comercial y deportivo.
28 especies de anfibios: ranita de Pedersen, la rana de las cardas, también están los yacarés negros y el ñato u overo.
40 especies de reptiles, entre ellos la curiyú y la boa acuática.
309 clases de aves: Monjita Dominicana, el ñandú, yetapá de collar, el tachubí coludo, el capuchino castaño, el capuchino de corona gris, capuchino de pecho blanco. También está el tucán grande, el tuyuyú o juan grande.

## Infraestructura y turismo

### Accesos
El parque nacional se ubica a unos 11 kilómetros de la localidad de Mburucuyá y a 10 km de Palmar Grande. Ambas localidades están conectadas con el parque nacional por medio de la ruta provincial 86, que lo atraviesa en dirección este-oeste. En esta ruta se encuentra la principal vía de acceso al parque nacional.
El parque nacional Mburucuyá se encuentra a 163 km de la ciudad de Corrientes, pudiendo accederse desde allí por la Ruta Nacional 12 y las rutas provinciales 17 y 13.
La ruta provincial 13 pasa a un km del límite norte del parque nacional, pero sin acceso al mismo.

### Senderos
El parque posee dos senderos autoguiados: 
- Sendero Yatay. Parte del casco histórico de la Estancia Santa Teresa. Luego de recorrer 3 km se llega al estero Santa Lucía en el cual hay un muelle desde donde pueden observarse diferentes especies de aves y ocasionalmente carpinchos y yacarés. Dificultad: baja.
- Sendero Che Roga. Recorre una zona de palmares jóvenes y lagunas pobladas de aves acuáticas. Dificultad: baja.

- Yapé Porá. Consiste en una breve caminata por toda el Área de Uso Público que cuenta la historia del parque y su vida pasada, antes de ser donada al Estado Nacional cuando fue una estancia ganadera.[14]

### Actividades recreativas
Hay actividades recreativas, un campamento que incluye parrillas, agua potable y sanitarios, también caminatas por distintos senderos donde se pueden observar palmares, y comunidades acuáticas relativas a las lagunas del parque y extensos montes de laurel. No se cobra derecho de acceso y el parque se encuentra abierto las 24 horas, los 365 días del año.

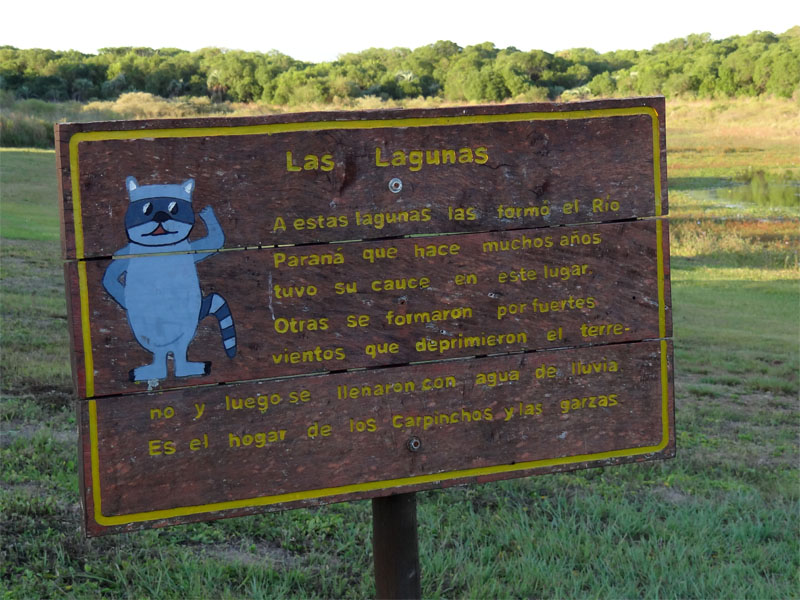
Cartel dentro del sendero Che Roga.

## Administración
Por resolución n.º 126/2011 de la Administración de Parques Nacionales de 19 de mayo de 2011 se dispuso que parque nacional encuadrara para los fines administrativos en la categoría áreas protegidas de complejidad III, por lo cual tiene a su frente un intendente designado, del que dependen 4 departamentos (Administración; Obras y Mantenimiento; Guardaparques Nacionales; Conservación y Uso Público) y la división de Despacho y Mesa de Entradas, Salidas, y Notificaciones. La intendencia tiene su sede en la localidad de Mburucuyá.